# Зоря (Алапаєвський міський округ)
Зоря́ (рос. Заря) — селище у складі Алапаєвського міського округу (Верхня Синячиха) Свердловської області.
Населення — 979 осіб (2010, 1103 у 2002).
Національний склад населення станом на 2002 рік: росіяни — 97 %.